# Museo de Arte Contemporáneo Eduardo Westerdahl
Das Museo de Arte Contemporáneo Eduardo Westerdahl (MACEW) ist ein Museum für Zeitgenössische Kunst in Puerto de la Cruz (Teneriffa). Träger des Museums ist das Instituto de Estudios Hispánicos de Canarias. Der Name Museo de Arte Contemporáneo (Museum für Zeitgenössische Kunst) ergibt sich aus der Entstehungsgeschichte des Museums. Es sind auch Arbeiten von Künstlern zu sehen, die zu ihrer Zeit zur europäischen Avantgarde zählten, aber bereits vor mehr als 50 Jahren verstorben sind.

## Entwicklungsgeschichte
Die Vorgängerinstitution des Museums wurde als Sala Eduardo Westerdahl am 28. März 1953 in einem Raum des neuen Gebäudes des Instituto de Estudios Hispánicos de Canarias eröffnet. Diese erste Dauerausstellung zeitgenössischer Kunst in Spanien hatte einen Anfangsbestand von 26 Arbeiten von zwölf Künstlern aus sechs Ländern.
Die Ausstellung war täglich von 17.00 bis 19.00 Uhr zugänglich. Ein Teil der Exponate stammte aus den Beständen der Ausstellung Arte surrealista die im Mai 1935 im Ateneo in Santa Cruz de Tenerife stattfand. Weitere Bilder waren Eduardo Westerdahl seit 1949 von den Schöpfern der Kunstwerke geschenkt worden um sie in einem Museum auf den Kanarischen Inseln auszustellen. Eine dritte Gruppe von Bildern steuerten Freunde Westerdahls, insbesondere ehemalige Mitarbeiter der Redaktion der Gaceta de Arte bei.
Im Lauf der folgenden Jahre konnte der Bestand durch weitere Schenkungen erweitert werden. In erster Linie waren dies Werke von Künstlern, die Teneriffa besuchten, zeitweise dort arbeiteten oder in Einzelausstellungen vorgestellt wurden. Bis 1958 war die Sammlung Westerdahl auf 43 Arbeiten von 32 Künstlern aus elf Nationen Europas, Nord- und Südamerikas angewachsen.
Im Jahr 1958 kam es im Rahmen einer Umgestaltung und Änderung der Nutzung des Gebäudes des Instituto de Estudios Hispánicos de Canarias zu Problemen bei der fachgerechten Lagerung der Bilder. Das veranlasste Eduardo Westerdahl einen Teil der Bilder zurück an seinen Wohnort, Santa Cruz de Tenerife, zu holen und dort zusammen mit anderen Werken aus seiner Sammlung zu zeigen. Das geschah in einer zeitlich befristeten Ausstellung im Museo Municipal de Bellas Artes de Santa Cruz de Tenerife. Danach wurden die Kunstwerke vorerst nicht mehr öffentlich gezeigt.
Nach einem zwei Jahre währenden Umbau sollte das Museum in Puerto de la Cruz 1960 neu eröffnet werden. Es fehlten allerdings die Grundvoraussetzungen dessen, was die Beleuchtung betraf.  Selbst die unabdingbaren konservierenden Voraussetzungen für eine Kunstausstellung, die man zu dieser Zeit ansah, waren nicht gegeben. Darüber hinaus fehlte es an Personal, um die Ausstellung einem größeren Publikum zugänglich zu machen. Trotzdem fanden in den folgenden Jahren immer wieder auch befristete Einzelausstellungen in den Räumen statt. An der Organisation dieser Ausstellungen beteiligte sich Eduardo Westerdahl nur in Einzelfällen. Das geschah meist dadurch, dass er die Verbindung zu den Künstlern herstellte, die Texte für die Ausstellungskataloge schrieb oder bei der Eröffnung der Ausstellung eine Ansprache hielt.
Im Jahr 1968 wurde der Ausstellungssaal definitiv geschlossen. Es fanden vorerst auch keine zeitlich befristeten Ausstellungen statt. Im Jahr 1984 fertigten Ana Luisa González Reimers und Federico Castro Morales einen Katalog der Kunstbestände des Instituto de Estudios Hispánicos de Canarias an. Sie kamen zu dem Ergebnis, dass sich ein großer Teil der Bilder in einen bedauernswerten Zustand befand.

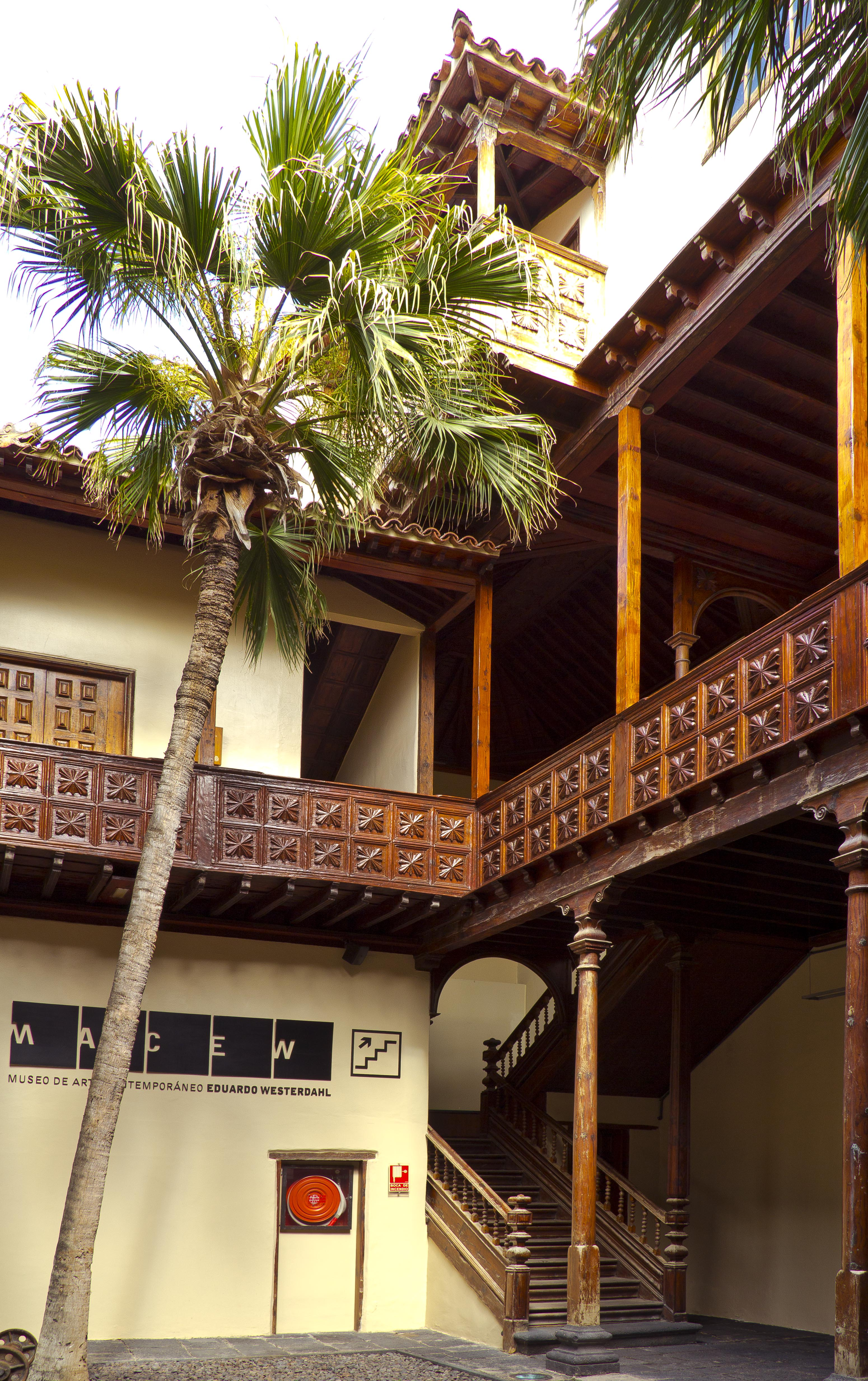
Aufgang zum Museo de Arte Contemporáneo Eduardo Westerdahl in der Casa de la Real Aduana

Erst am 11. Oktober 2001 konnte das Instituto de Estudios Hispánicos de Canarias die komplette Sammlung Westerdahl in Puerto de La Cruz an drei unterschiedlichen Ausstellungsorten in Puerto de la Cruz neu präsentieren. Es fanden drei Ausstellungen an unterschiedlichen Orten statt. In der Casa de la Real Aduana (dem historischen Zollhaus, das der neue Standort der Dauerausstellung werden sollte) waren Arbeiten zu sehen, die bereits in der Zeit zwischen 1953 und 1965 ausgestellt waren. Im Ausstellungssaal des Instituto de Estudios Hispánicos de Canarias wurden unter dem Titel Figura y paisaje. Puerto de la Cruz, sede y destino de artistas (1965–1975) (Gestalt und Landschaft. Puerto de la Cruz, Wohnort und Ziel von Künstlern) Arbeiten gezeigt, die von auswärtigen Künstlern in Puerto de la Cruz angefertigt und dem Museum überlassen worden waren. An einem dritten Ausstellungsort, im Kunstsaal der Caja Canarias (Kanarische Sparkasse) waren neue Arbeiten zu sehen, die seit den 50er Jahren in die Sammlung aufgenommen worden waren.
Schließlich konnte am 28. Juni 2007 das heutige Museo de Arte Contemporáneo Eduardo Westerdahl im 1. Obergeschoss der Casa de la Real Aduana direkt am Hafen der Stadt Puerto de la Cruz in seiner heutigen Form eröffnet werden. Der Standort im Zentrum der vom Tourismus geprägten Stadt, in einem denkmalgeschützten Gebäude aus dem 17. Jahrhundert, ist geeignet auch ausländische – besonders deutsche – Besucher für die Ausstellung zu interessieren. In demselben Gebäude befindet sich auch das Tourismusinformationsbüro der Stadt. Die Vorschriften des Denkmalschutzes, die den Einbau einer Klimaanlage verhindern, und die Lage des Gebäudes direkt am Meer führen dazu, dass die Bilder unter der feuchten, salzhaltigen Luft leiden. Es ist daher geplant, im Rahmen des Baues eines neuen Kulturzentrums im Inneren der Stadt, neue Räume für das Museum und einen internationalen Treffpunkt mit Ateliers für auswärtige Künstler zu schaffen.

## Heute ausgestellter Bestand
Das Museum gliedert sich heute (im Jahr 2012) in vier Abteilungen:
- El Surrealismo (Surrealismus) mit Arbeiten von Óscar Domínguez, Wolfgang Paalen, Marie-Laure de Noailles, Eileen Agar und Maud Bonneaud.
- Arte internacional de 1935–1964 (Internationale Kunst der Zeit von 1935–1964)
- Arte Español de postguerra (Spanische Kunst der Zeit nach dem Bürgerkrieg 1936)
- Canarias, años 50 y 60 (Kanarische Kunst der 50er und 60er Jahre)

In dieser Gliederung spiegeln sich auch die verschiedenen Ziele des Museums. Das vom Tourismus geprägte Teneriffa pflegte immer enge – meist sehr persönliche – Verbindungen zur Kunst Europas und Amerikas. Diese Verbindungen zeigen sich in der Ausstellung, einerseits in den Werken der kanarischen Künstler, andererseits in denen der europäischen und amerikanischen Künstler, die diese z. T. anlässlich ihrer Aufenthalte auf den Kanarischen Inseln schufen und die sie der Sammlung Westerdahl überlassen haben.
Das Museum veranstaltete auch verschiedentlich Ausstellungen der Sammlung Eduardo Westerdahl in anderen Museen.